# Rhagiomorpha
Rhagiomorpha is een kevergeslacht uit de familie van de boktorren (Cerambycidae). De wetenschappelijke naam van het geslacht werd voor het eerst geldig gepubliceerd in 1840 door Newman.

## Soorten
Rhagiomorpha omvat de volgende soorten:
- Rhagiomorpha exilis Pascoe, 1859
- Rhagiomorpha lepturoides (Boisduval, 1835)
- Rhagiomorpha plagiata Hope, 1841
- Rhagiomorpha unicolor Hope, 1841